# Magallanes (província)
A Província de Magallanes é uma província do Chile. A Província de Magallanes se localiza no centro da Região de Magalhães e Antártica Chilena (XII Região). Têm uma superfície de 36.994,7 km² e a população totaliza 121.675 habitantes. A capital provincial é a cidade de Punta Arenas.
Limita-se a norte com a Argentina; a noroeste com a Província de Última Esperanza; a oeste com o Oceano Pacífico; a leste com a Província de Terra do Fogo a sul com a Província de Antártica Chilena.

## Comunas pertencêntes à província de Magallanes
A província é constituida por 4 comunas:
- Laguna Blanca
- Punta Arenas
- Río Verde
- San Gregorio